# Tillandsia barthlottii
Tillandsia barthlottii là một loài thực vật có hoa trong họ Bromeliaceae. Loài này được Rauh miêu tả khoa học đầu tiên năm 1974.